# CariDee English
CariDee Jenasia English, (sinh 22 tháng 5 năm 1985 ở Fargo, Bắc Dakota), là người mẫu Mỹ gốc Na Uy. Tháng 12 2006, CariDee đã trở nên nổi tiếng khi người chiến thắng thứ bảy của loạt chương trình America's Next Top Model và nhận giải thưởng là một hợp đồng quảng cáo trị giá $100.000 với thương hiệu mỹ phẩm CoverGirl, nhận thêm một hợp đồng với công ty quản lý người mẫu Elite Models, sáu bài phỏng vấn và chụp ảnh bìa cho tạp chí Seventeen. Trong lịch sử ANTM, CariDee là người chiến thắng thứ hai đến từ Bắc Dakota, người trước là Nicole Linkletter (mùa thi thứ 5).